# Polling, Mühldorf
Polling är en kommun och ort i Landkreis Mühldorf am Inn i Regierungsbezirk Oberbayern i förbundslandet Bayern i Tyskland.
Kommunen ingår i kommunalförbundet Polling tillsammans med kommunen Oberneukirchen.